# Lara Heller
Lara Heller (* 1990 in Brighton, East Sussex) ist eine britisch-deutsch-iranische Schauspielerin und Synchronsprecherin.

## Leben
Heller ist die Tochter eines Deutschen und einer Perserin und wuchs in Deutschland, Luxemburg und der Schweiz multilingual auf. Sie spricht fließend Deutsch, Englisch, Französisch und Persisch. In ihrer Jugend war sie Eiskunstläuferin und vertrat dabei Deutschland und Luxemburg. Sie studierte erfolgreich Rechtswissenschaften an der London School of Economics and Political Science und machte anschließend ihren Master in Schauspiel an der Arts Educational Schools London.
2009 begann sie mit einer Nebenrolle im Spielfilm Dumar: The Rising ihre Schauspielkarriere. Es folgten anschließend mehrere Besetzungen in verschiedenen Kurzfilmen. Im Februar 2012 war sie auf dem Cover der 67. Ausgabe des Virtuoso Life Magazine abgebildet. 2014 hatte sie eine größere Rolle im Spielfilm The Cut. In dem Videospiel NBA 2K20 hatte sie 2019 eine Sprechrolle. 2020 hatte sie eine größere Besetzung im Spielfilm Stardust. Zuvor sammelte sie in vielen Filmproduktionen in kleineren Rollen weitere Erfahrungen.
Sie wohnt abwechselnd in London und Los Angeles.

## Filmografie (Auswahl)
- 2009: Dumar: The Rising
- 2011: Lillie (Kurzfilm)
- 2011: Ellie (Kurzfilm)
- 2012: The Set Menu (Kurzfilm)
- 2012: Devotion (Kurzfilm)
- 2013: Bradley (Kurzfilm)
- 2014: The Cut
- 2014: Breaking the Bank
- 2015: The Countdown (Kurzfilm)
- 2015: 1 World 100 Lonely
- 2016: Ben-Hur – Sklave Roms (In the Name of Ben Hur)
- 2017: Troy: The Odyssey
- 2018: Zoe and the Astronaut
- 2018: Welcome to Curiosity
- 2018: Throwback Holiday
- 2019: Always a Bridesmaid
- 2019: Adventures of Dally & Spanky
- 2019: Risiko Pille (Fernsehfilm)
- 2020: Us Against the End (Kurzfilm)
- 2020: Stardust
- 2021: The Obscure Life of the Grand Duke of Corsica
- 2021: The Family Business (Fernsehserie, 2 Episoden)
- 2022: Lauchhammer (Lauchhammer – Tod in der Lausitz, Miniserie)
- 2022: Synth (Kurzfilm)
- 2023: Daughter of the Bride

## Synchronisationen (Auswahl)
- 2019: NBA 2K20 (Computerspiel)